# Rosario de Acuña
Pour les articles homonymes, voir Acuña.
Rosario de Acuña y Villanueva, plus connue sous le nom de Rosario de Acuña et sous le pseudonyme masculin utilisé pour ses écrits, Remigio Andrés Delafón (1850 –  5 mai 1923), est une autrice espagnole de théâtre, d'essais, de nouvelles et de poésie.

## Biographie
Elle naît à Madrid en 1851, au sein d'une famille aristocrate aisée, obtenant le titre de comtesse, qu'elle n'utilise cependant jamais. Formée par son père, elle commence à écrire de la poésie en castillan très jeune.
Elle écrit sous le nom de plume masculin Remigio Andres Delafon. En 1884, elle devient la première femme à prendre la parole à l'Athénée de Madrid. Elle est à la fois controversée et considérée comme une libre-penseuse audacieuse à son époque. Sa pensée critique et radicale sur de nombreux sujets controversés de dogmatisme religieux, d'esthétique, de naissances illégitimes, de mariage civil (avec l'éventualité du divorce), crée de sérieuses controverses. Elle est qualifiée de « la première femme dramaturge qui fit fermer un théâtre ».
Elle se marie à l'âge de 25 ans avec le lieutenant d'infanterie Rafael de La Iglesia et réside dans le quartier de Pinto (Madrid). Quelque temps plus tard, ils divorcent et Rafael de La Iglesia meurt en 1900. Elle ne se remarie pas, mais Carlos de Lamo de Jiménez devient son compagnon en 1886.
Elle meurt à son domicile à Gijon (Asturies) le 5 mai 1923.

## Carrière

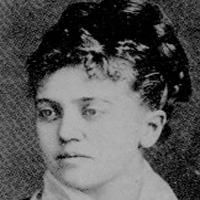

Sa première publication date de 1874, dans un journal local. En 1876, son premier drame inspirée de poésie et intitulé Rienzi el tribuno est créé au Teatro Circo de Madrid, c'est un grand succès. Dans ce drame, elle évoque sous une forme poétique un thème tragique mettant en évidence les luttes que le tribun romain Cola di Rienzo dut mener pour restaurer la grandeur de la Rome Antique. En 1877, elle publie la pièce intitulée Amor a la patria (l'Amour du Pays), peignant l'héroïsme des femmes dans le cadre de la révolte des paysans contre le pouvoir de Napoléon Bonaparte.
En 1884, elle est la première femme à faire une lecture de sa poésie au cours d'une soirée consacrée à la poésie à l'Athénée de Madrid. En 1891, elle publie El padre Juan (Le Père Jean), qui traite de la nature hypocrite du clergé, pièce qui cause une certaine controverse. Elle est suivie de La voz de la patria (Femme Enceinte), en 1893, qui entraîne également beaucoup de controverses, le drame évoquant les manigances d'une femme enceinte qui essaie d'empêcher son fiancé de s'enrôler dans l'armée.

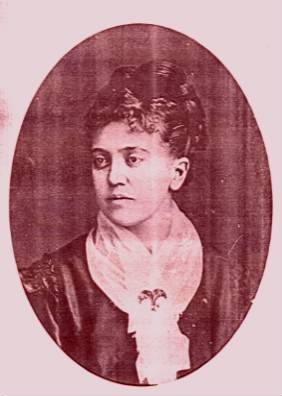

Elle apporte des contributions importantes à la poésie parmi lesquelles : Ecos del alma (les Échos de l'Âme) (1876) ; Morirse un tiempo (Mourir un temps) (1880) ; Sentir y pensar (Sentiment et Pensée) (1884). 
Dans sa démarche de propagation de la politique social-libérale du gouvernement, elle écrit un article intitulé El crimen de la calle de Fuencarral; odia el delito y compadece al delincuente (Le Crime de la Rue Fuencarral: Haine de la Criminalité et Compassion envers les Criminels) autour de 1880. Son récit était fondé sur un meurtre réel lié à une affaire criminelle. Son intention était de mettre en lumière les facteurs sociaux de la criminalité. Ses essais liés à des questions féministes sont les Consecuencias de la degeneración femenina (Conséquences de la dégénérescence féminine) (1888); et Cosas Mías (Mes Choses) (1917). Elle défend le mariage civil et croit en la libération,. 
Elle est initiée dans la loge maçonnique Constante Alona le 20 février 1886 à Alicante,.
Après la mort de son mari, en 1900, elle déménage à Cueto (Cantabrie) et commence un élevage de volailles. Dans le même temps, elle commence aussi à écrire pour l'hebdomadaire socialiste Cantabrian et People's Voice. En 1909, elle construit sa maison sur le sommet d'une colline à Gijon et baptise sa maison « la Providence ». À la suite de la publication d'une de ses lettres à Louis Bonafoux dans le journal El Internacional à Paris et El Progresso à Barcelone une controverse éclate, et elle est exilée à Gijon, dans les Asturies en 1911 pour deux ans. À son retour, elle collabore avec Virginie Gonzalez et Theodomir Menéndez (1919) aux activités du parti socialiste.
Elle meurt à son domicile à Gijon, le 5 mai 1923.